# الکساندرا گرانت
الکساندرا گرانت (انگلیسی: Alexandra Grant) (متولد ۱۹۷۰) هنرمند تجسمی آمریکایی است که زبان و متون نوشتاری را از طریق نقاشی، طراحی، مجسمه‌سازی، ویدئو و سایر رسانه‌ها بررسی می‌کند. او از زبان و تبادل نظر با نویسندگان به عنوان منبعی برای بسیاری از آن کار استفاده می‌کند. گرانت فرایند نوشتن و ایده‌های مبتنی بر نظریه زبان‌شناختی را بررسی می‌کند، زیرا به هنر متصل می‌شود و تصاویر بصری الهام‌گرفته از متن و نصب‌های گروهی مشترک بر اساس آن فرایند ایجاد می‌کند. اکنون او در لس آنجلس مستقر است.

## سنین جوانی و تحصیل
گرانت در سال ۱۹۷۰ در اوهایو به دنیا آمد. پدر او استاد زمین‌شناسی اهل اسکاتلند بود که در سال ۱۹۶۹ به کالج اوبرلین اوهایو نقل مکان کرده بود. مادر او استاد علوم سیاسی آمریکایی، دیپلمات خدمات خارجی، و مدیر آموزشی مستقر در آفریقا و خاورمیانه بود. پدر و مادرش که هر دو مدتی را در آفریقا گذراندند، زمانی که او جوان بود طلاق گرفتند و او با مادرش که در مکزیکوسیتی مستقر بود، زندگی می‌کرد. او در مکزیکوسیتی در مدرسه‌ای بریتانیایی که متشکل از دانش‌آموزان چند ملیتی بود، تحصیل کرد. زمانی که گرانت ۱۱ ساله بود، به مدت یک سال در مدرسه شبانه‌روزی توماس جفرسون در سنت لوئیس، میسوری تحصیل کرد. مدت کوتاهی پس از آن، او به همراه مادرش به پاریس نقل مکان کرد و در مدرسه بین‌المللی پاریس تحصیل کرد. به خاطر زندگی در مکان‌های مختلف در اروپا و خاورمیانه، گرانت چند زبانه است و به انگلیسی، اسپانیایی و فرانسوی صحبت می‌کند.